# برانکو بوشکوویچ
برانکو بوشکوویچ (سیریلیک صربی: Бранко Бошковић؛ زادهٔ ۲۱ ژوئن ۱۹۸۰) بازیکن فوتبال اهل مونته‌نگرو بود.
از باشگاه‌هایی که در آن بازی کرده‌است می‌توان به باشگاه فوتبال دی‌سی یونایتد، باشگاه فوتبال پاری سن-ژرمن، باشگاه فوتبال تروا، باشگاه فوتبال ستاره سرخ بلگراد، باشگاه فوتبال راپید وین، و باشگاه فوتبال راد اشاره کرد.
وی همچنین در تیم‌های ملی فوتبال صربستان و مونته‌نگرو و مونته‌نگرو بازی کرده‌است.